# Aleksander Izydor Gniewosz
Aleksander Izydor Gniewosz herbu Rawicz (ur. 1799, zm. 1861) – właściciel dóbr.

## Życiorys
Wywodził się z rodu Gniewoszów herbu Rawicz z Nowosielec, był wnukiem Stanisława oraz synem Piotra (1756-1811) i Janiny z domu Borkowskiej herbu Junosza. Jego rodzeństwem byli: Magdalena, Wiktor (1792–1840), Patrycy (1795-1860).
W 1844 został członkiem Stanów Galicyjskich. Został właścicielem dóbr Trzcianiec, Rostoka.
Jego żoną od 1829 była Karolina (1809–1861, córka Sebastiana Ostaszewskiego z pobliskiego Wzdowa i Wiktorii z domu Łubkowskiej herbu Grabie; analogicznie jego dwaj bracia także poślubili córkę Ostaszewskich). Ich dziećmi byli: Antoni Jan Sydon (1832-1903, żonaty z Kakowską), Stanisław (1834-1906, dziedzic Trzciańca i Rostoki), trzy córki (ur. 1837, 1839, 1848), Włodzimierz (1838-1909).